# Eumecosoma tiarensis
Eumecosoma tiarensis là một loài ruồi trong họ Asilidae. Eumecosoma tiarensis được Kaletta miêu tả năm 1978. Loài này phân bố ở vùng Tân nhiệt đới.